# Anioł Stróż (film 2005)
Anioł Stróż (tytuł oryg. Man of the House) – amerykański film komediowy z roku 2005, wyreżyserowany przez Stephena Hereka.

## Obsada
- Tommy Lee Jones jako Ranger Roland Sharp
- Cedric the Entertainer jako Percy Stevens
- Christina Milian jako Anne
- Paula Garcés (w czołówce jako Paula Garces) jako Teresa
- Monica Keena jako Evie
- Vanessa Ferlito jako Heather
- Kelli Garner jako Barbara "Barb" Thompson
- Anne Archer jako profesor Molly McCarthy
- Brian Van Holt jako agent Eddie Zane
- Shea Whigham jako Ranger Holt
- Terrence Parks (w czołówce jako Terry Parks) jako Ranger Riggs
- R. Lee Ermey jako kapitan Nichols
- Paget Brewster jako Binky
- Shannon Marie Woodward jako Emma Sharp
- Liz Vassey jako Maggie Swanson
- Curtis Armstrong jako Jack Carter